# Chiojdeanca
Chiojdeanca é uma comuna romena localizada no distrito de Prahova, na região de Muntênia. A comuna possui uma área de 31.48 km² e sua população era de 1840 habitantes segundo o censo de 2007.